# 프랑수와 바타블

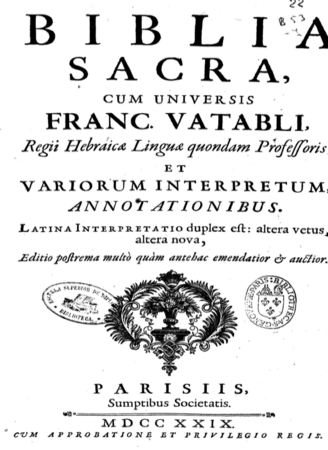
1584년과 1729년 사이에 출판 된 "히브리어 라틴 신성한 성경" 10 판

프랑수아 바타블 (François Vatable (15세기 후반 ~ 1547년 3월 16일)는 프랑스의 인문주의자, 그리스어 학자이며 히브리어 학자이다.

## 생애
바티블은 피카르디 가마취스에서 태어났으며 그는 바로이스에 있는 브라메트 학교의 교장이었다. 1530년 프랑스의 프랑수아 1세는 그를 후에 콜레 드 프랑스로 알려지게 된 왕립학회 강사로 임명하였다. 그은 히브리어의 강사직을 얻었다. 나중에 벨로장 수도원의 수도 원장을 하였다. 그는 히브리어 학자로서 파리에서의 강의는 유대인을 포함한 많은 관중들을 끌어 들였다. 그는 뛰어난 학식, 의사 소통의 능력, 교사로서의 재능, 그리고 청취자의 후원을 받는 것으로 유명했다. 그의 작품은 크게 알려지지 않지만 매우 칭송을 받았다. 종교 개혁가 장 칼뱅도 그에게서 히브리어를 배웠다.

## 작품
그는 스스로 자신의 작품을 출판하지 않았지만 초기에 (1518년 르페브르 데타플의 제자이면서 조교였음) 철학자 아리스토텔레스의 그리스어 문서들을 라틴어로 번역을 하였다. 이 문서들은 물리학, 인간과 동물의 자연, 심리학, 천문학, 기상학 ( Physica, De caelo, De anima, Dee ete et corruptione, Meteorologica, 그리고 소위 Parva naturalia (물리적 현상에 관한 작은 영역))에 대한 것들이었다. 이것들은 유럽 전역의 표준 교과서가 되었다.

## 같이 보기
- 소문자 398 - 그의 원고 중 하나

## 참고도서
- Sainte-Marthe, Gallorum doctrina illustrium elogia (파리, 1598);
- Hurter, Nomenclator literarius;
- Calmet, Bibliothèque sacree, IV (파리, 1730);
- 듀퐁, 테이블 보편적 인 성직자, I (Paris, 1704);
- 펠러, Dictionnaire historique, VIII (파리, 1822), 311;
- Lichtenberger, 백과 사전 과학 종교, XII (Paris, 1877-82), 307;
- 사이몬, Hist. crit. du Vieux Testament, III (Paris, 1680), 15;
- Haneberg, Gesch. der bibl. 오펜 . (4 판, Ratisbon, 1876), 849.
- Dick Wursten, François Vatable, "이름"보다는 훨씬 더, Bibliothèque d' Humanisme et 르네상스 - Vol. 73/3 (2011), pp.   557-591.

## 참고 문헌
- 본 문서에는 현재 퍼블릭 도메인에 속한 1913년 가톨릭 백과사전의 내용을 기초로 작성된 내용이 포함되어 있습니다.